# Melolonthinae
Los melolontinos (Melolonthinae) son una subfamilia de coleópteros polífagos de la familia Scarabaeidae. Es un grupo muy diverso, distribuido en la mayor parte del mundo. 
Tienen una apariencia bastante plesiomórfica (estado ancestral o primitivo), al igual que los Rutelinae. Como muchos otros Scarabaeidae, los machos tienen antenas grandes, mientras que las antenas de las hembras son más pequeñas y nudosas. En general, el dimorfismo sexual es muy pronunciado. Muchas especies tienen colores y diseños llamativos, aunque raramente son brillantes o iridiscentes.
Frecuentemente se manifiestan en grandes concentraciones y en determinados momentos pueden producirse enjambres. Por ejemplo, Amphimallon, Phyllophaga, Polyphylla y Melolontha - todos de la tribu Melolonthini - son ampliamente conocidos en el folklore. Algunos Melolonthinae son plagas que causan daños económicos importantes. Las tribus más diversas son Melolonthini, Ablaberini, Liparetrini, Macrodactylini, Pachydemini y Sericini

## Taxonomía

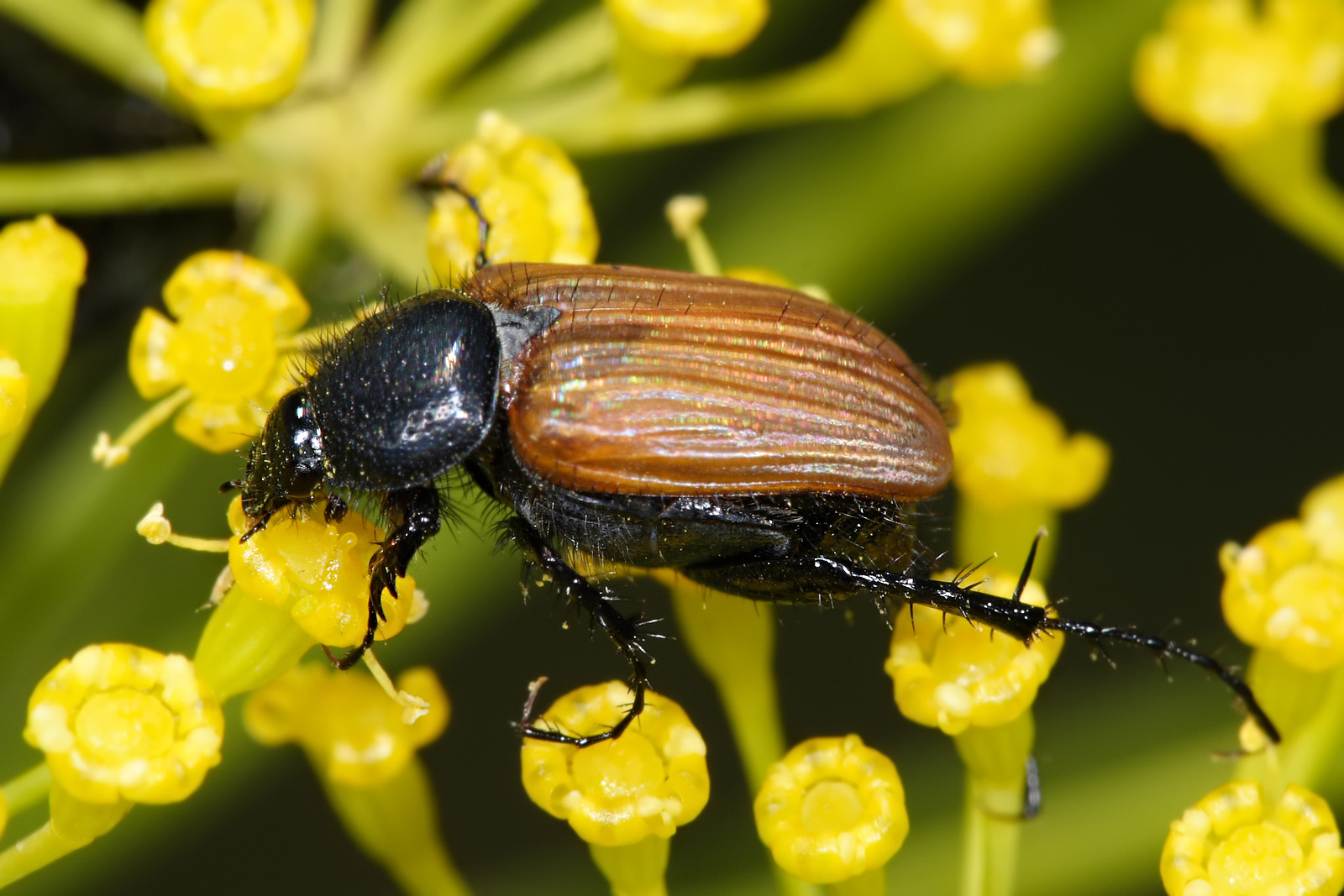
Phyllotocus sp. (Sericini)

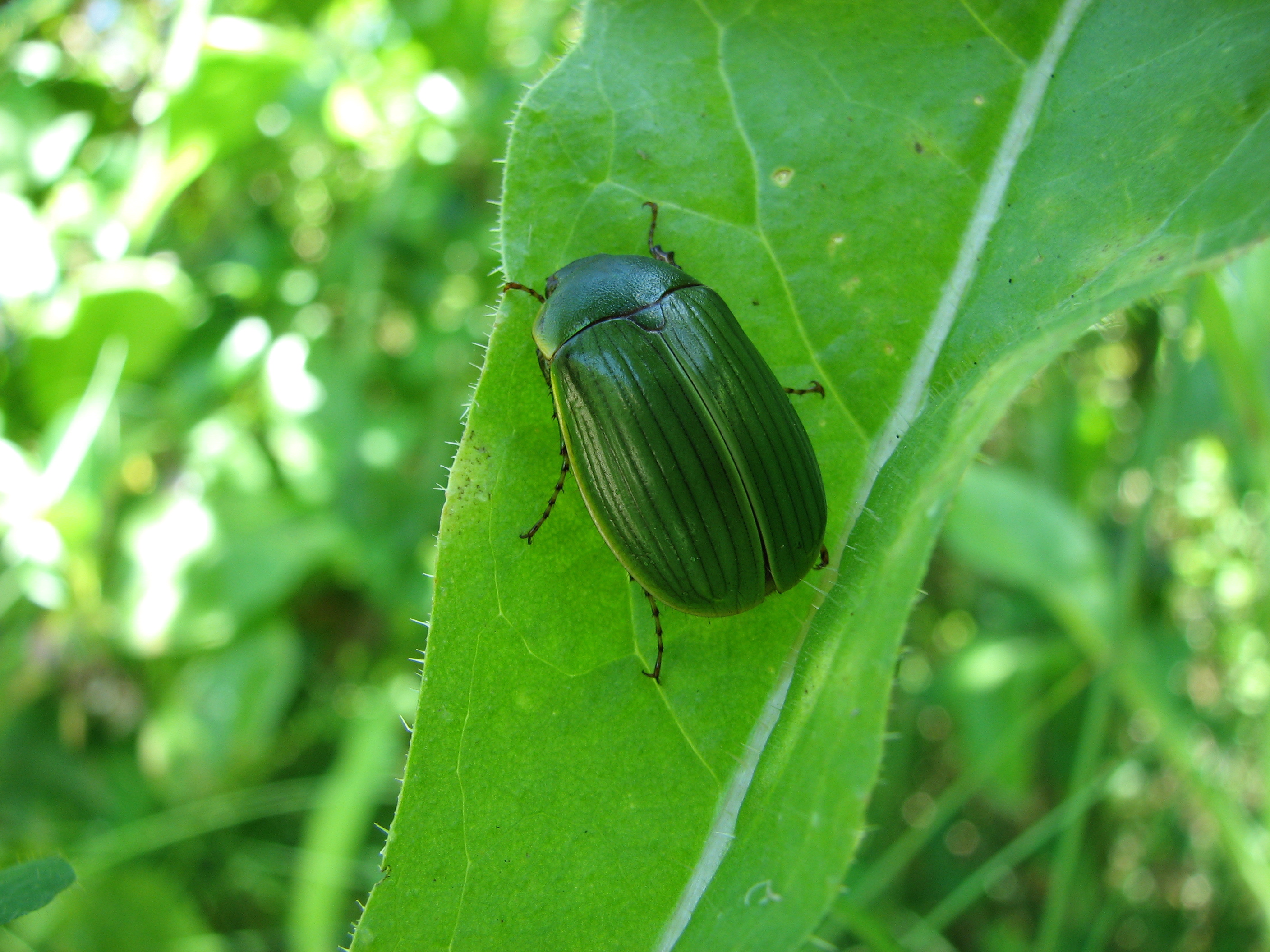
Stethaspis sp. (Stethaspini/Xylonychini)

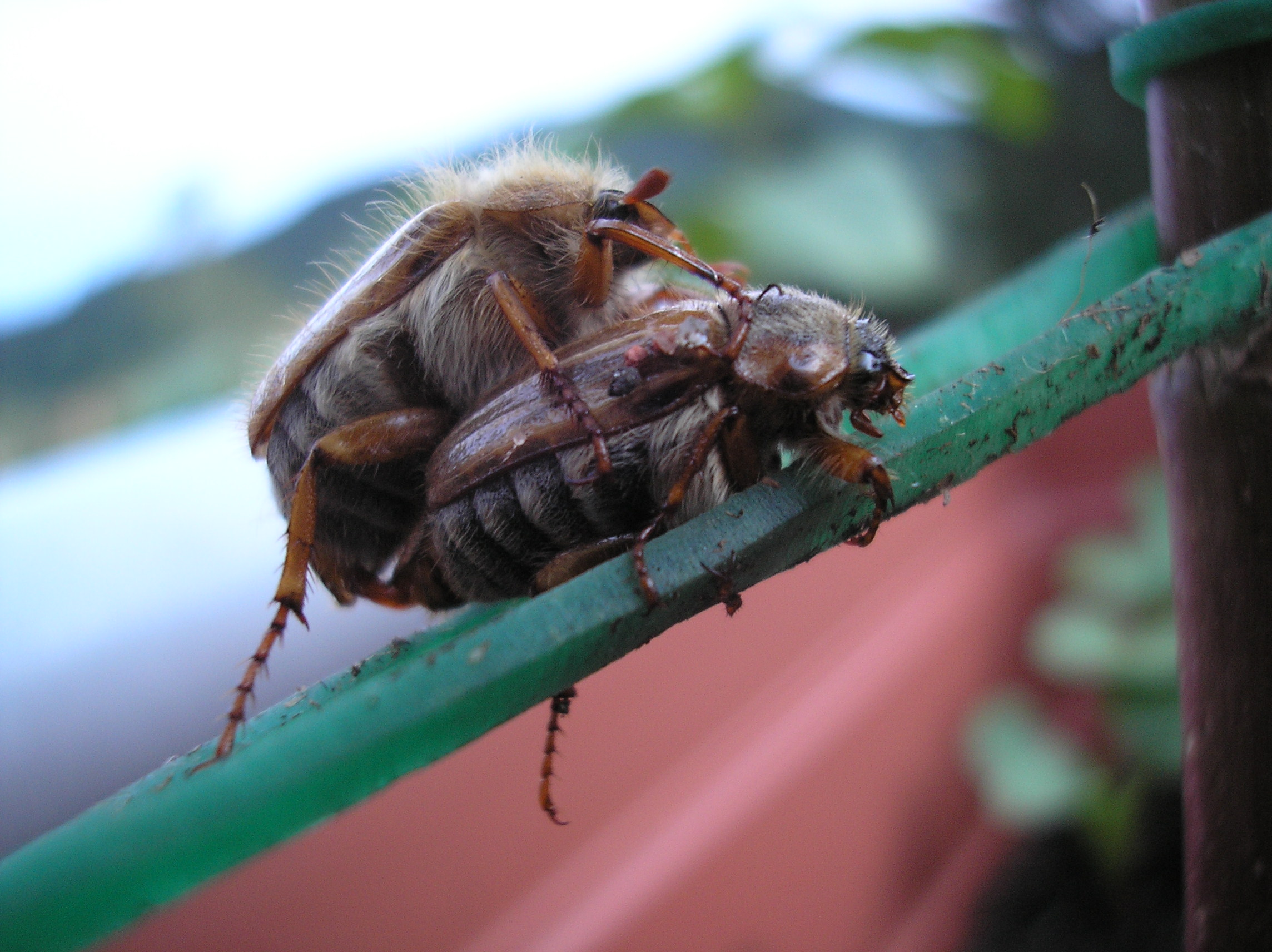
Rhizotrogon marginipes (Melolonthini/Rhizotrogini), macho encima – nota el dimorfismo de las antenas.

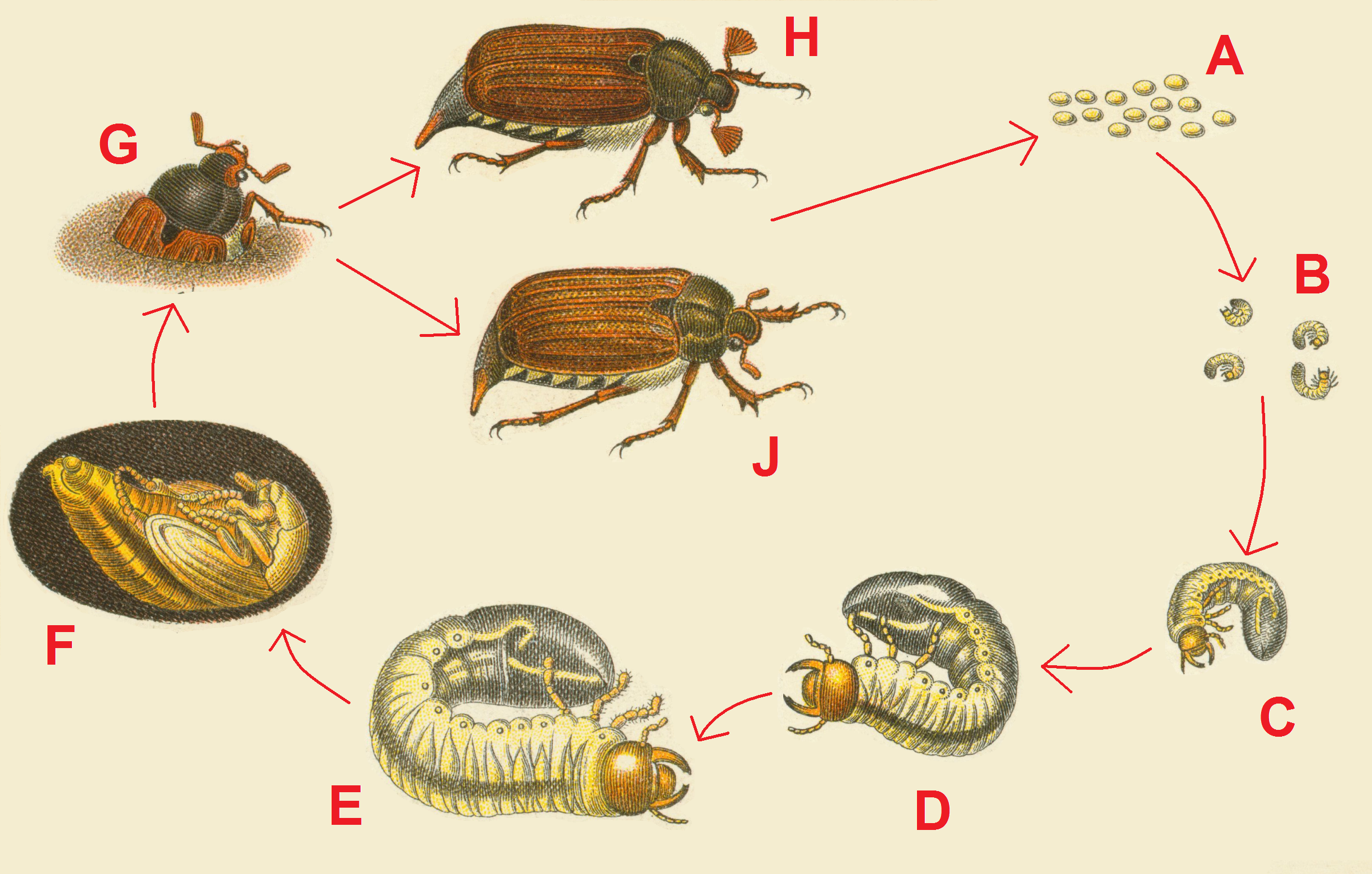
Ciclo de vida.

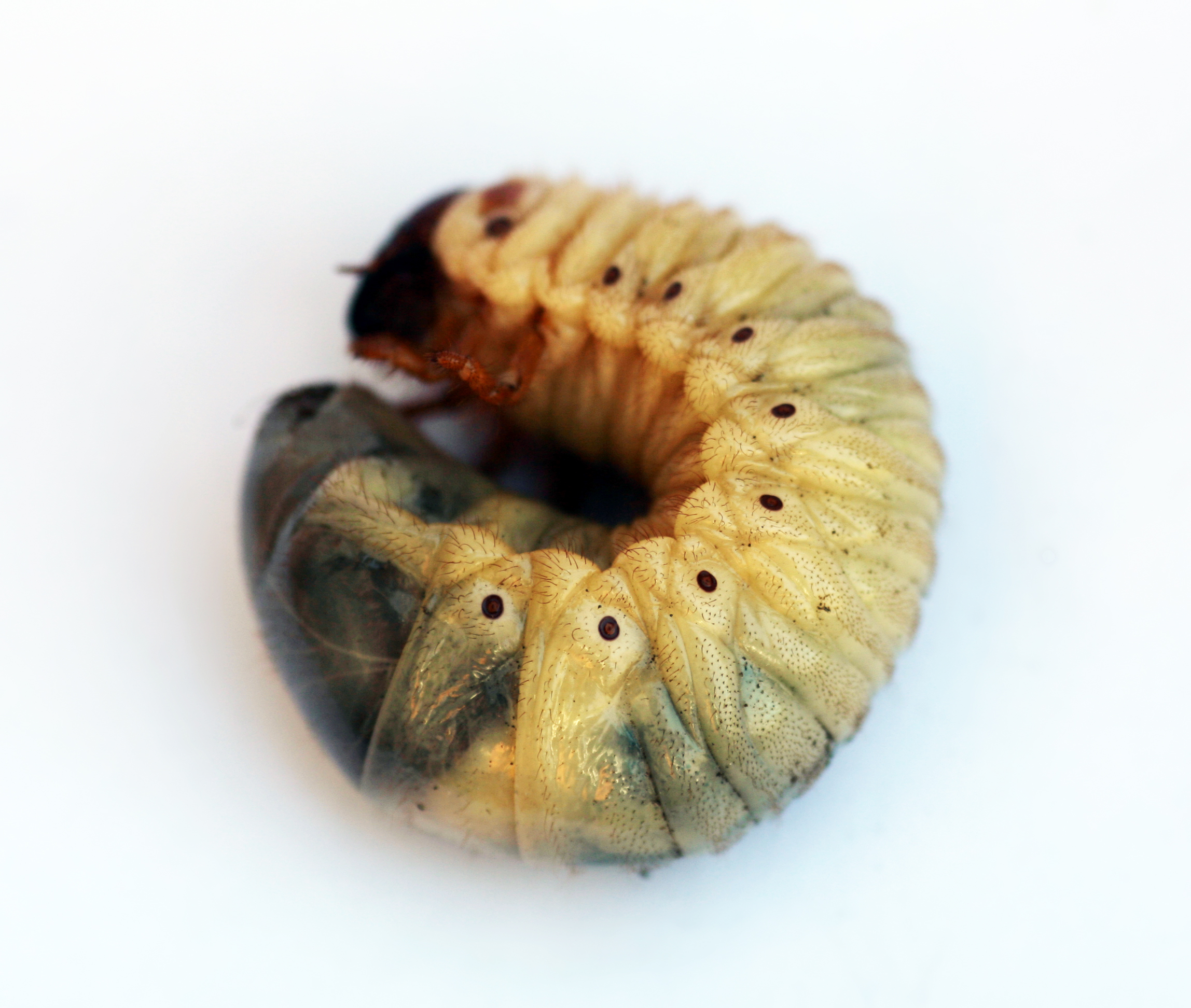
Larva

La subfamilia Melolonthinae incluye alrededor de 12 000 especies en alrededor de 800 géneros, en 34 tribus. Algunos géneros y especies notables son los siguientes:
- Ablaberini Burmeister, 1855 – incluyendo Camentini
- Automoliini Britton, 1978
- Chasmatopterini Lacordaire, 1856
- Colymbomorphini – a veces en Xylonychini
- Comophorinini Britton, 1957 – incluyendo Comophini
- Diphucephalini Britton, 1957
- Diphycerini – a veces en Macrodactylini
- Diplotaxini – a veces en Melolonthini
- Heteronychini Britton, 1957
- Hopliini
- Lichniini
- Liparetrini Burmeister, 1855 – incluyendo Allarini, Colpochilini
- Macrodactylini Kirby, 1837[cita requerida] – incluyendo Dichelonyciini
- Maechidiini Burmeister, 1855
- Melolonthini Samouelle, 1819[cita requerida]
  - Amphimallon
    - Amphimallon solstitialis

  - Melolontha
  - Phyllophaga
  - Polyphylla

- Oncerini
- Pachydemini Reitter, 1902
- Pachytrichini Burmeister, 1855
- Phyllotocidiini Britton, 1957
- Podolasiini – a veces en Hopliini
- Rhizotrogini – a veces en Melolonthini
- Scitalini Britton, 1957
- Sericini Dalla Torre, 1912
  - Maladera
    - Maladera insanabilis
- Sericoidini Burmeister, 1855
- Stethaspini – a veces en Xylonychini
- Systellopini Sharp, 1877
- Tanyproctini – a veces en Pachydemini
- Xylonychini Britton, 1957

La tribu prehistórica Cretomelolonthini es únicamente conocida de fósiles.
Algunos autores incluyen las subfamilias Euchirinae y Pachypodinae como tribus en la subfamilia Melolonthinae.
Los siguientes géneros aún no han sido definitivamente asociados con una tribu específica:
- Acoma
- Conebius Fuavel, 1903
- Costelytra – Liparetrini?
- Hemictenius – Pachydemini?
- Lacris Fairmaire & Germaine, 1860
- Metascelis Westwood, 1842
- Mycernus – Colymbomorphini, Stethaspini, Xylonychini?
- Odontria – Liparetrini?
- Prodontria – Liparetrini?
- Podolasia Harold, 1869 (= Lasiopus Dejean 1833 (non Schoenherr, 1823: preocupado))
- Psilodontria – Colymbomorphini, Stethaspini, Xylonychini?
- Scythrodes – Liparetrini?
- Sericospilus – Liparetrini?

Anonetus y Tryssus, ambos utilizados por Erichson en 1847, son nomina nuda. Holophylla y Hoplorida no tienen validez confirmada.

### Listado de géneros
Se reconocen los siguientes:
- Ablabera
- Ablaberoides
- Acheilo
- Achelyna
- Achloa
- Achranoxia
- Acylochilus
- Adoretops
- Adossa
- Aegostheta
- Aethiaratrogus
- Afrolepis
- Agaocnemis
- Aglaphyra
- Alaia
- Aliaclitopa
- Allara
- Allokotarsa
- Allophyllus
- Allothnonius
- Alogistotarsa
- Alvarinus
- Amadotrogus
- Amaladera
- Amblonoxia
- Amblymelanoplia
- Amiserica
- Amorphochelus
- Amphimallon
- Amphitrichia
- Ampliodactylus
- Anacanthodes
- Anahi
- Anamatochoranus
- Anartioschiza
- Ancistrosoma
- Ancylonyx
- Anenaria
- Aneucomides
- Anisochelus
- Anisonyx
- Anisopholis
- Anomalochela
- Anomalochilus
- Anomalophylla
- Anomioserica
- Anomolyna
- Anomonyx
- Anoplosiagum
- Anoxia
- Anoxoides
- Antandroyanus
- Anthotocus
- Anthrencya
- Antitrochalus
- Antitrogus
- Aphaenoserica
- Aphanesia
- Apicencya
- Aplopsis
- Apogonia
- Aposchiza
- Apotriodonta
- Apterodemidea
- Archeohomaloplia
- Archocamenta
- Archoserica
- Argoplia
- Asactopholis
- Asaphomorpha
- Asiactenius
- Asophrops
- Astaena
- Astaenoplia
- Asthenopholis
- Astibicola
- Atanyproctus
- Athesphatoplia
- Athlia
- Atysilla
- Aulacoschiza
- Aulacoserica
- Aulanota
- Autoerica
- Automolius
- Autoserica
- Balbera
- Barybas
- Beckhoplia
- Beriqua
- Bilga
- Biphyllocera
- Bisencya
- Bizanus
- Blanchardoplia
- Blebea
- Blepharotoma
- Blikana
- Brachylepis
- Brachyllus
- Brachymis
- Brachypholis
- Brahmina
- Brenskiella
- Brittonius
- Buettikeria
- Burmeisteriellus
- Burmeistoplia
- Butozania
- Byrasba
- Byrrhomorpha
- Byrsalepis
- Caesariatoplia
- Callabonica
- Calliferoplia
- Calloserica
- Calodactylus
- Camenta
- Camentoserica
- Camerounophylla
- Camerunopholis
- Campylophyllus
- Campylotrochalus
- Canestera
- Canudema
- Canuschiza
- Castanochilus
- Castelnauphylla
- Catrachia
- Cephaloncheres
- Cephaloschiza
- Ceramida
- Ceraspis
- Ceratochelus
- Ceratogonia
- Ceratolontha
- Chaetocosmetes
- Chariochilus
- Chariodactylus
- Chariodema
- Charioserica
- Chasmatopterus
- Chasme
- Chaunocolus
- Cheilo
- Cheiragra
- Cheirodontus
- Cheirora
- Cherbezatina
- Cheronia
- Chilodiplus
- Chiloschiza
- Chilotrogus
- Chioneosoma
- Chnaunanthus
- Chrysoserica
- Clania
- Clavipalpus
- Clemora
- Clitopa
- Clomecyra
- Clypeasta
- Clypeolontha
- Clypeoserica
- Cnemoschiza
- Cocherellus
- Cochinchidema
- Cochliotis
- Cochliotodes
- Coega
- Coelogenia
- Coelothorax
- Coenonycha
- Colobostoma
- Colpochelyne
- Colpochila
- Colpochilodes
- Colymbomorpha
- Comaserica
- Comatapogonia
- Comencya
- Commaladera
- Comophorina
- Comoramorphochelus
- Conebius
- Coniopholis
- Conioserica
- Corminus
- Coronoserica
- Corynoserica
- Costelytra
- Crepischiza
- Cryptotrogus
- Ctenotis
- Ctilocephala
- Cubidens
- Cunderdina
- Cyclomera
- Cylichnus
- Cylindrocrates
- Cyphochilus
- Cyphonotus
- Cyphonoxia
- Cyphoserica
- Cyrtocamenta
- Cyrtotrochalus
- Dasylepida
- Dasytrogus
- Dasyus
- Debutina
- Decellophylla
- Dechambrophylla
- Dedalopterus
- Delphinobius
- Dentatoplia
- Denticnema
- Dentiheterochelus
- Dermolepida
- Deroserica
- Deuterocaulobius
- Diaclaspus
- Diacucephalus
- Diaphoroserica
- Diaphylla
- Diaplochelus
- Dicentrines
- Dichecephala
- Dichelhoplia
- Dichelomorpha
- Dichelonyx
- Dicheloschema
- Dichelus
- Dicrania
- Dicranocnemus
- Dihymenonyx
- Dikellites
- Dilatatoplia
- Dinacoma
- Dinamoraza
- Dinarobina
- Diphucephala
- Diphycerus
- Diphyodactylus
- Diplotaxis
- Diplotropis
- Djadjoua
- Djafouna
- Doleroserica
- Dolerotarsa
- Dolichiomicroscelis
- Dolichoplia
- Doxocalia
- Dysphanochila
- Echrya
- Echyra
- Ectinohoplia
- Elaphocera
- Elaphocerella
- Embrithoplia
- Empecamenta
- Empecta
- Empectida
- Empectoides
- Emphania
- Empycastes
- Enamillus
- Enaria
- Encya
- Engertia
- Engistanoxia
- Engyopsina
- Enthora
- Entypophana
- Entyposis
- Epholcis
- Epicaulis
- Epipholis
- Ercomoana
- Eremoplia
- Eremotrogus
- Eriesthis
- Erigavo
- Eriphoserica
- Etiserica
- Eubarybas
- Eucamenta
- Eucyclophylla
- Euknemoplia
- Eulaiades
- Eulepida
- Eulepidopsis
- Eupegylis
- Euphoresia
- Euranoxia
- Europtron
- Eurychelus
- Eurypeza
- Euryschiza
- Euserica
- Eutrichesis
- Evbrittonia
- Exolontha
- Exopholis
- Exostethus
- Faargia
- Fairmairoplia
- Falsotoclinius
- Falsototoclinius
- Firminus
- Fossocarus
- Frenchella
- Gama
- Gamka
- Gastrohoplus
- Gastromaladera
- Gastroserica
- Geotrogus
- Glaphyserica
- Globencya
- Globulischiza
- Glossocheilifer
- Glycyserica
- Glyptoglossa
- Gnaphalopoda
- Gnaphalostetha
- Goniaspidius
- Goniorrhina
- Gouna
- Grammodoplia
- Griveaudella
- Gronocarus
- Gryphonycha
- Gymnogaster
- Gymnoloma
- Gymnopyge
- Gymnoschiza
- Gynaecoserica
- Gyroplia
- Hadrocerus
- Hadropechys
- Hadrops
- Hamatoplectris
- Haplidia
- Harpechys
- Harpina
- Hecistopsilus
- Hellaserica
- Hemicamenta
- Hemictenius
- Hemiserica
- Heptelia
- Heptophylla
- Hercitis
- Heterochelus
- Heteronyx
- Heteroschiza
- Heteroserica
- Heterotrochalus
- Hexataenius
- Hieritis
- Hilarianus
- Hilyotrogus
- Himalhoplia
- Holisonycha
- Holochelus
- Holocnemus
- Holomelia
- Holopycnia
- Holorhopaea
- Holotrichia
- Homalochilus
- Homaloserica
- Homoeoschiza
- Homoliogenys
- Homolotropus
- Homopliopsis
- Hoplebaea
- Hopleidos
- Hoplia
- Hopliopsis
- Hoplochelus
- Hoplocnemis
- Hoplolontha
- Hoplomaladera
- Hoplorida
- Hoplosternodes
- Hovachelus
- Howdenocarus
- Humblotania
- Hybocamenta
- Hyboserica
- Hymenochelus
- Hymenoplia
- Hyperius
- Hypochrus
- Hypolepida
- Hypopholis
- Hyposerica
- Hypothyce
- Hypotrichia
- Ictigaster
- Idaecamenta
- Idaeserica
- Idanastes
- Idiapogonia
- Idiochelyna
- Idionycha
- Idutywa
- Inanda
- Iranotrogus
- Isocamenta
- Isoceraspis
- Isonychus
- Issacaris
- Jalalabadia
- Joziratia
- Kabindeknomiosoma
- Kadlecia
- Kareiga
- Kenyalepis
- Kenyatopadema
- Khoina
- Knysna
- Komrina
- Korisaba
- Kraseophylla
- Kryzhanovskia
- Kubousa
- Kuenckeliana
- Laceratoplia
- Lachnodera
- Lacroixidema
- Lacroixilepis
- Lamproserica
- Laotrichia
- Lasiopsis
- Lasioserica
- Lasiotropus
- Latipalpus
- Lebbea
- Lecanotrogus
- Leonotus
- Lepidiota
- Lepidomela
- Lepidoserica
- Lepidotrogus
- Lepischiza
- Lepisia
- Lepithrix
- Lepitrichula
- Leptochristina
- Leptocnemis
- Leptrichula
- Leribe
- Leucopholis
- Leucophorus
- Leuretra
- Leuroserica
- Lichniops
- Lichniopsoides
- Limepomera
- Liocamenta
- Liogenys
- Liparetrus
- Loboserica
- Longicrura
- Loricatarsa
- Luispenaia
- Lutfius
- Machala
- Macleayella
- Macrodactylus
- Macroplia
- Macropliopsis
- Madahoplia
- Madiniella
- Maechidinus
- Maechidius
- Mahafalyanus
- Makalaka
- Makoanus
- Maladera
- Malaisius
- Mallotarsus
- Manodactylus
- Manonychus
- Manopus
- Manoserica
- Mascarena
- Mauromecistoplia
- Mayataia
- Medeotrogus
- Megacoryne
- Megarhopaea
- Megistophylla
- Megistoplia
- Melanocamenta
- Melolontha
- Melolonthoides
- Menigionyx
- Merinanus
- Meriserica
- Mesoserica
- Mesotrochalus
- Metaceraspis
- Metapogonia
- Metascelis
- Metatrogus
- Michaeloplia
- Microdoris
- Microplidus
- Microplus
- Microrhopaea
- Microserica
- Microsericaria
- Microthopus
- Microtrochalus
- Minutoplia
- Miotemna
- Miridiba
- Mitracamenta
- Mitrophorus
- Modialis
- Monochelus
- Monotropus
- Mucrencya
- Mycernus
- Myloxena
- Myloxenoides
- Nanaga
- Nanniscus
- Nanorhopaea
- Nedymoserica
- Nefoncerus
- Nematophylla
- Nematoserica
- Neocamenta
- Neoclitopa
- Neoheteronyx
- Neomaladera
- Neopentelia
- Neophyllotocus
- Neoserica
- Neosericania
- Nepaloserica
- Nepytis
- Neso
- Nesohoplia
- Neuroserica
- Nigroplia
- Nipponoserica
- Nitorellus
- Nosphisthis
- Oberthuroplia
- Octoplasia
- Odontoplia
- Odontotonyx
- Odontria
- Oedanomerus
- Oedichira
- Oligophylla
- Omaloplia
- Omocnemus
- Omocrates
- Oncerus
- Oncochirus
- Onochaeta
- Onychoserica
- Oocamenta
- Ophropyx
- Opsitocus
- Oreogenoplia
- Oreotrogus
- Orthoserica
- Othnonius
- Otoclinius
- Outeniqua
- Ovoserica
- Oxychirus
- Oxyserica
- Pachnessa
- Pachrodema
- Pachycamenta
- Pachychilecamenta
- Pachycnema
- Pachycolus
- Pachydema
- Pachydemocera
- Pachyderoserica
- Pachygastra
- Pachylotoma
- Pachypoides
- Pachyserica
- Pachytricha
- Pacuvia
- Palacephala
- Panotrogus
- Paracamenta
- Paraceratochelus
- Paraclitopa
- Paraheteronyx
- Paramaechidius
- Paramicroplus
- Paramorphochelus
- Parapetiia
- Pararhopaea
- Parasciton
- Paratriodonta
- Pareriesthis
- Parmaladera
- Paronyx
- Paroplia
- Parthenoserica
- Pasaphylla
- Pectinichelus
- Pectinosoma
- Pegylis
- Pentacoryna
- Pentaphylla
- Pentecamenta
- Pentelia
- Pericamenta
- Periclitopa
- Periproctoides
- Periproctus
- Periserica
- Perissosoma
- Peritrichia
- Perrindema
- Petinopus
- Phalangonyx
- Phalangosoma
- Phiara
- Philacelota
- Philoserica
- Phobetus
- Pholidochris
- Phorine
- Photyna
- Phyllocamenta
- Phyllococerus
- Phyllophaga
- Phylloserica
- Phyllotocidium
- Phyllotocus
- Phyllotrochalus
- Phytholoema
- Pimelomera
- Platychelus
- Plectris
- Plectrodes
- Pleistophylla
- Pleophylla
- Plesiopalacephala
- Plesioserica
- Plotopuserica
- Plusioserica
- Podolasia
- Podostena
- Pollaplonyx
- Polyenaria
- Polyphylla
- Polyphyllum
- Pristerophora
- Proagosternus
- Proborhinus
- Prochelyna
- Prodontria
- Proseconius
- Protelura
- Proteroschiza
- Protoclitopa
- Protoctenius
- Psednoserica
- Pseudachloa
- Pseudenaria
- Pseudencya
- Pseudholophylla
- Pseudisonychus
- Pseudocamenta
- Pseudocongella
- Pseudodicrania
- Pseudodiplotaxis
- Pseudohercitis
- Pseudoheterochelus
- Pseudoheteronyx
- Pseudoholophylla
- Pseudohoplia
- Pseudoleuretra
- Pseudoliogenys
- Pseudomaladera
- Pseudomicroplus
- Pseudopachydema
- Pseudopanotrogus
- Pseudoparoplia
- Pseudopholis
- Pseudoschizonycha
- Pseudosericania
- Pseudosymmachia
- Pseudotocama
- Pseudotrematodes
- Pseudotrochalus
- Pseudouteniqua
- Pseustophylla
- Psilodontria
- Psilonychus
- Psilopholis
- Ptyophis
- Puelchesia
- Pusiodactylus
- Pyronota
- Rabula
- Ramilia
- Ravautiana
- Raysymmela
- Rectoscutaria
- Redotus
- Renaudiana
- Rhabdopholis
- Rhachistoplia
- Rhadinolontha
- Rhinaspis
- Rhinaspoides
- Rhizoproctus
- Rhizotrogus
- Rhopaea
- Rhynchapogonia
- Rhynchoserica
- Rhyxicephalus
- Rhyxiderma
- Rimuloplia
- Robinsonelliana
- Rubilepis
- Sabatinelloplia
- Sarothromerus
- Scapanoclypeus
- Scaphorhina
- Scelidothrix
- Scelophysa
- Schismatocera
- Schistocometa
- Schizochelus
- Schizonycha
- Schoenherria
- Scitala
- Scitaloides
- Sciton
- Scythrodes
- Sebakwe
- Sebaris
- Selmaladera
- Selomothus
- Semienaria
- Serica
- Sericania
- Sericesthis
- Sericoides
- Sericospilus
- Setiserica
- Siamophylla
- Sinochelus
- Sophrops
- Spaniolepis
- Sparrmannia
- Spathoschiza
- Sphaeroscelis
- Sphaerotrochalus
- Sphecoserica
- Sphodroxia
- Sphyrocallus
- Spinohoplia
- Stenochelyne
- Stenopegylis
- Stenoserica
- Stenosophrops
- Stephanopholis
- Stethaspis
- Stigmatoplia
- Stilbotrochalus
- Straliga
- Suntemnonycha
- Symmela
- Synacta
- Synchilus
- Synclitopa
- Synenaria
- Syngeneschiza
- Systellopus
- Taiwanotrichia
- Tamnoserica
- Tanyproctoides
- Tanyproctus
- Tanzanilepis
- Tanzanipholis
- Taphrocephala
- Tarsocamenta
- Telura
- Teluroides
- Tephraeoserica
- Terebrogaster
- Termaladera
- Termitophilus
- Tetraproctus
- Tetraserica
- Thabina
- Thoracotrichia
- Thrymoserica
- Thyce
- Tlaocera
- Tosevskiana
- Toxocnemis
- Toxophyllus
- Toxospathius
- Trachyserica
- Trematodes
- Triacmoserica
- Trichestes
- Trichesthes
- Trichinopus
- Trichiodera
- Tricholepis
- Tricholontha
- Trichomaladera
- Trichoschiza
- Trinoxia
- Triodontella
- Triodontonyx
- Trioserica
- Trochaloschema
- Trochalus
- Tsaratanoplia
- Tulbaghia
- Ulata
- Ulomenes
- Wadaia
- Vadonaria
- Vanstaronia
- Varencya
- Warwickia
- Watkinsia
- Webbela
- Wernerophylla
- Vezoanus
- Xanthotrogus
- Xenaclopus
- Xenoceraspis
- Xenoserica
- Xenotrochalus
- Xenotrogus
- Xylonychus
- Xyridea
- Xyrine
- Xyroa
- Xyrodes
- Zabacana
- Zaburina
- Zanitanus
- Zietzia
- Zimbabuephylla
- Zomba